# Amnesicoma neoubdulosa
Amnesicoma neoubdulosa är en fjärilsart som beskrevs av Xue 1988. Amnesicoma neoubdulosa ingår i släktet Amnesicoma och familjen mätare. Inga underarter finns listade i Catalogue of Life.